# Liste des épisodes de Nip/Tuck

Cette page recense la liste des épisodes de la série télévisée Nip/Tuck.
Les titres originaux des épisodes correspondent au nom de la personne opérée durant l'épisode.

## Première saison (2003)
1. Le Visage de la honte (Pilot)
2. Mandi et Randi (Mandi/Randi)
3. Le Gigolo (Nanette Babcock)
4. Masculin/Féminin (Sophia Lopez)
5. Les Yeux de l'amour (Kurt Dempsey)
6. Harcèlement sexuel (Megan O’Hara)
7. Une soirée très, très spéciale (Cliff Mantegna)
8. Confession d'un homme seul (Cara Fitzgerald)
9. La Belle et la Bête (Sophia Lopez II)
10. Sans espoir (Adelle Coffin)
11. Personnalité multiple (Montana/Sassy/Justice)
12. Instinct paternel (Antonia Ramos)
13. Volte-face (Escobar Gallardo)

## Deuxième saison (2004)
Le 4 septembre 2003, la série est renouvelée pour une deuxième saison, diffusée à partir du 22 juin 2004.
1. Ô vieillesse ennemie ! (Erica Noughton)
2. Auto-rhinoplastie (Christian Troy)
3. Le Droit au plaisir (Manya Mabika)
4. Innocence perdue (Mrs Grubman)
5. Crash test (Joel Gideon)
6. Du bout des lèvres (Bobbi Broderick)
7. Effets secondaires (Naomi Gaines)
8. Les Stigmates du passé (Agatha Ripp)
9. Sœurs siamoises (Rose & Raven Rosenberg)
10. Poupée gonflable (Kimber Henry)
11. L'Amour est aveugle (Natasha Charles)
12. Le Chemin de vie (Julia McNamara)
13. Liberté, Illégalité, fraternité (Oona Wentworth)
14. Relations troubles (Trudy Nye)
15. Les Risques du métier (Sean McNamara)
16. À double tranchant (Joan Rivers)

## Troisième saison (2005)
Elle a été diffusée à partir du 20 septembre 2005.
1. Blessures secrètes (Mamma Boone)
2. À fleur de peau (Kiki)
3. Ménage à trois (Alex, Derek and Gary)
4. Douleur fantôme (Rhea Reynolds)
5. Tel père, tel fils (Granville Trapp)
6. Frankenlaura (Frankenlaura)
7. Jusqu'à ce que la mort nous sépare (Ben White)
8. Pour ne plus être seul (Tommy Bolton)
9. Nouvelle Identité (Hannah Tedesco)
10. L'Homme de ma vie (Madison Berg)
11. Trop beau pour toi (Abby Mays)
12. Bienvenue en enfer (Sal Perri)
13. La Femme du père Noël (Joy Kringle)
14. La Beauté est la malédiction du monde (Cherry Peck)
15. Les Liens du sang (Quentin Costa)

## Quatrième saison (2006)
Elle a été diffusée à partir du 5 septembre 2006.
1. Les Yeux dans les yeux (Cindy Plumb)
2. Le Corps et l'Esprit (Blu Mondae)
3. Éternelle jeunesse (Monica Wilder)
4. Le Péché originel (Shari Noble)
5. Les Nouveaux Riches (Dawn Budge)
6. Passion Mortelle (Faith Wolper, Ph.D)
7. Amis pour la vie (Burt Landau)
8. Éloge funèbre (Conor McNamara)
9. Grandeur et décadence (Liz Cruz)
10. Esclave sexuel (Merrill Bobolit)
11. Photo de famille (Conor McNamara, 2026)
12. Au revoir mesdames (Diana Lubey)
13. Le Divin Enfant (Reefer)
14. À chacun sa marionnette (Willy Ward)
15. Inséparable (Gala Gallardo)

## Cinquième saison (2007-2009)

### Première partie (2007-2008)
Elle a été diffusée à partir du 30 octobre 2007.
1. Cœurs et scalpels (Carly Summers)
2. La Guerre des blondes (Joyce & Sharon Monroe)
3. Le Jardin d'Eden (Everett Poe)
4. Sang froid (Dawn Budge II)
5. Les Lois de l'attraction (Chaz Darling)
6. Plastic Fantastic (Damien Sands)
7. La Vérité est ailleurs (Dr Joshua Lee)
8. L'Esprit de Noël (Duke Collins)
9. Pardonner l'impardonnable (Rachel Ben Natan)
10. C'est ça l'amour (Magda & Jeff)
11. Le Virus de la célébrité (Kyle Ainge)
12. Michel-Ange des temps modernes (Lulu Grandiron)
13. La Lettre écarlate (August Walden)
14. Éternel recommencement (Candy Richards)

### Deuxième partie (2009)
Elle a été diffusée à partir du 6 janvier 2009.
1. Le Sein du Saint (Ronnie Chase)
2. Chakra thérapie (Gene Shelly)
3. Tragédie grecque (Roxy St. James)
4. Sous influence (Ricky Wells)
5. Maîtres chanteurs (Manny Skerritt)
6. Pour le meilleur et pour le pire (Budi Sabri)
7. Objectum sexualité (Allegra Caldarello)
8. Vie éternelle (Giselle Blaylock and Legend Chandler)

## Sixième saison (2009-2010)
Elle a été diffusée à partir du 14 octobre 2009.
1. Mea Culpa (Don Hoberman)
2. La Lumière des ténèbres (Enigma)
3. Sang Sue (Briggitte Reinholt)
4. La Veuve Noire (Jenny Juggs)
5. Jumeaux parasites (Abigail Sullivan)
6. Une femme est un homme comme les autres (Alexis Stone)
7. La Fosse aux Lions (Alexis Stone II)
8. Baby Doll (Lola Wlodkowski)
9. Famille je vous hais (Benny Nilsson)
10. Le Prix de la Liberté (Wesley Clovis)
11. L'Enfance de l'art (Dan Daly)
12. Apologie de la laideur (Willow Banks)
13. Asphyxie érotique (Joel Seabrook)
14. Confusion des sentiments (Sheila Carlton)
15. Les Fossoyeurs de l'ombre (Virginia Hayes)
16. Fontaine de Jouvence (Dr Griffin)
17. Je t'aime, moi non plus (Christian Troy II)
18. Pardonner l'impardonnable (Edith and Walter Krieger)
19. Le Sens du Sacrifice (Hiro Yoshimura)